# Цесажовиці (Вроцлавський повіт)
Цесажовиці (пол. Cesarzowice, нім. Blankenau) — село в Польщі, у гміні Конти-Вроцлавські Вроцлавського повіту Нижньосілезького воєводства.
Населення — 118 осіб (2011).
У 1975-1998 роках село належало до Вроцлавського воєводства.

## Демографія
Демографічна структура станом на 31 березня 2011 року:
|          | Загалом | Допрацездатний вік | Працездатний вік | Постпрацездатний вік |
| -------- | ------- | ------------------ | ---------------- | -------------------- |
| Чоловіки | 52      | 7                  | 34               | 11                   |
| Жінки    | 66      | 9                  | 42               | 15                   |
| Разом    | 118     | 16                 | 76               | 26                   |